# Neoitamus inornatus
Neoitamus inornatus là một loài ruồi trong họ Asilidae. Neoitamus inornatus được Ricardo miêu tả năm 1919.